# Sant’Olcese
Sant’Olcese (ligur nyelven Sant'Orçeise) település Olaszországban, Liguria régióban, Genova megyében. Lakosainak száma 5567 fő (2023. január 1.). Sant’Olcese Genova, Serra Riccò és Montoggio községekkel határos.

## Népesség
A település lakossága az elmúlt években az alábbi módon változott:
| Lakosok száma | 5926 | 5911 | 5567 |
|               | 2017 | 2018 | 2023 |